# San Mateo Mountains (Socorro County)
San Mateo Mountains je pohoří v Socorro County, ve středo-jižní části Nového Mexika, na jihozápadě Spojených států amerických.
Rozkládá se ze severu k jihu, západně od řeky Rio Grande a silnice Interstate 25. 
Devět vrcholů pohoří má nadmořskou výšku přes 3 000 metrů. Nejvyšší horou je West Blue Mountain (3 150 m). San Mateo Mountains leží v oblasti národního lesa Cibola National Forest. Je součástí jihozápadní části fyzicko-geografického regionu Oblast pánví a hřbetů. V Novém Mexiku, v Cibola County, se nachází pohoří stejného jména, někdy uváděné jako North San Mateo Mountains.